# Otvetnyj khod
Otvetnyj khod (russisk: Ответный ход) er en sovjetisk spillefilm fra 1981 af Mikhail Tumanisjvili.

## Medvirkende
- Boris Galkin som Tarasov Viktor
- Mikhaj Volontir som Volentir Aleksandr
- Vadim Spiridonov som Jevgenij Sjvets
- Jelena Glebova som Antonina Zinovjeva
- Anatolij Kuznetsov som Morosjkin Gennadij